# ルノー3世 (ソワソン伯)
ルノー3世（Renaud III, ? - 1141年）は、ソワソン伯（在位：1115年 - 1141年）。ソワソン伯ジャン1世とアヴェリーヌ・ド・ピエールフォンの息子。

## 生涯
ルノーについては、1115年に父ジャン1世からソワソン伯位を継承したこと以外はほとんど知られていない。1141年にルノーが亡くなると、従兄弟であるイヴ2世・ド・ネールがソワソン司教ジョスラン・ド・ヴィエルジーにより継承者に選ばれた。
ルノーは1137年に出自不明のバティルドと結婚した。子供についての記録はない。